# Enicospilus ovius
Enicospilus ovius là một loài tò vò trong họ Ichneumonidae.